# Germania (molen)
De Germania is een korenmolen in het dorpje Thesinge in de provincie Groningen.
De molen werd in 1825 als grondzeiler gebouwd en werd in 1852 verhoogd tot stellingmolen. De molen was vroeger als koren- en pelmolen ingericht, thans resteert één koppel maalstenen. Na de Tweede Wereldoorlog verloor de molen zijn wiekenkruis waarna er verder met een elektromotor werd gemalen. In 1973 volgde een volledige restauratie waarna de molen weer op vrijwillige basis in bedrijf kwam.Bij deze restauratie werd de molen vernoemd naar het klooster Germania dat vroeger in Thesinge stond. Achterstallig onderhoud zorgde er echter voor dat de molen sinds 2004 stil stond. De vorige eigenaar, de Molenstichting Fivelingo, liet een nieuwe stelling aan laten brengen en na toekenning van een forse subsidie aan de molen is deze in 2010-'11 geheel gerestaureerd. De molen is thans weer op vrijwillige basis in bedrijf en is sinds 2012 eigendom van Het Groninger Landschap.